# Vendetta

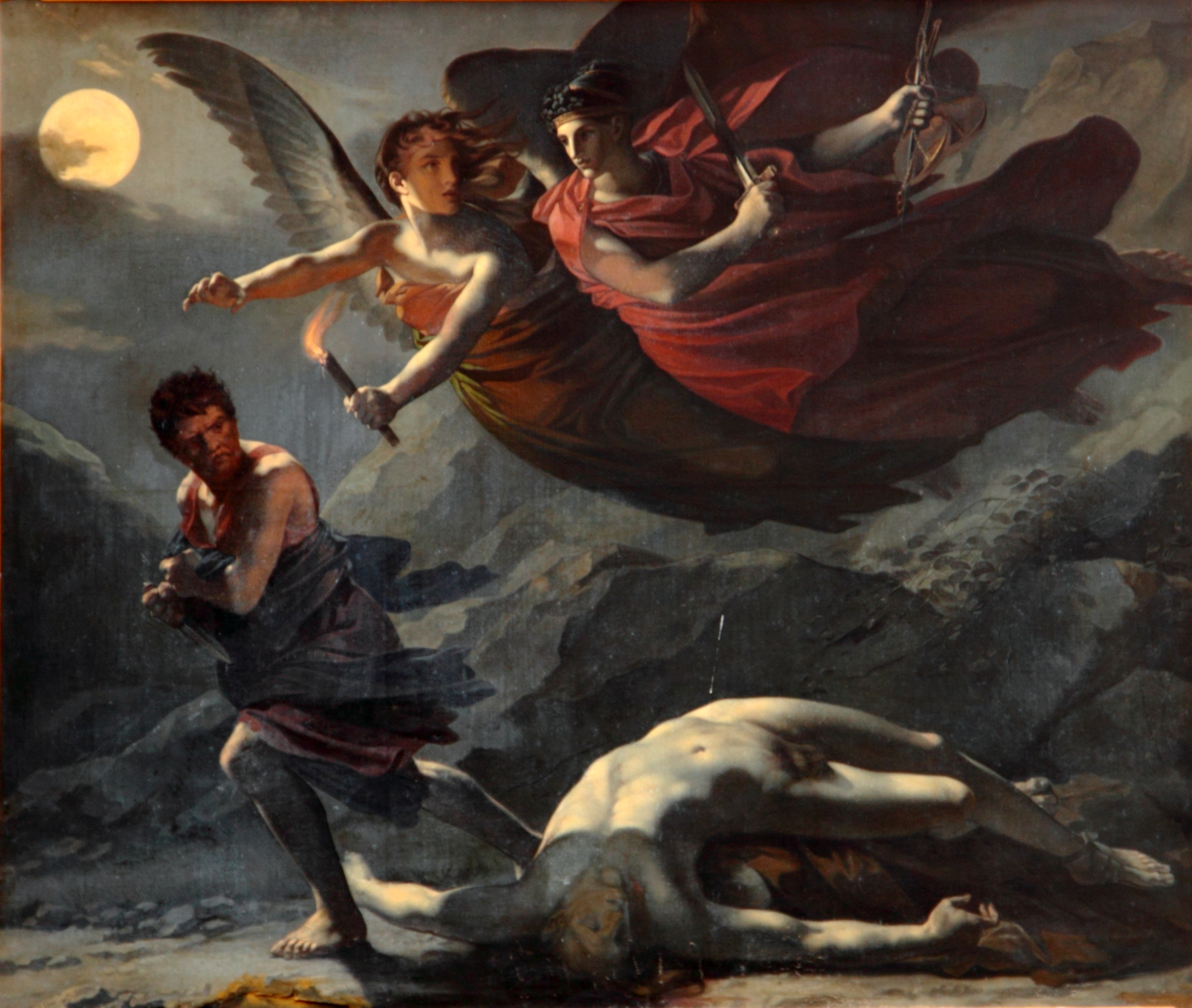
La giustizia e la vendetta divina perseguono il crimine, del pittore francese Pierre Paul Prud'hon (primi anni del XIX secolo)

La vendetta è definita come il compimento di un'azione dannosa (materiale o morale) contro una persona o un gruppo in risposta a un torto, sia esso reale o percepito. Generalmente motivata dal rancore, è una forma di giustizia eseguita in contrasto con la regola del diritto formale e della giurisprudenza. Francesco Bacone ha descritto la vendetta come una sorta di "giustizia selvaggia". Gli opposti della vendetta sono il perdono e la dimenticanza.
Nella mente del soggetto che intende vendicarsi esso ha subito un torto (sia esso reale o presunto, materiale o morale) e vuole (o ha bisogno di) "pareggiare i conti" punendo colui che intenzionalmente è stato causa della sua sofferenza o fastidio.
È un comportamento esclusivamente umano presente in tutte le società anche passate, contraddistinto da un paradosso generato dal soggettivo senso di giustizia forse appagabile ed il biasimo sociale che lo accompagnerebbe.
Il pubblico riveste un ruolo essenziale in questo comportamento, sia per quanto riguarda le motivazioni accettabili in alcuni casi addirittura imposte di vendetta, sia per quanto riguarda il bisogno risolutivo di rendere evidente pubblicamente l'attuazione della stessa.

## Etimologia
Deriva dal latino vindĭcta (derivato di vindicare) e significa ricevere soddisfazione ovvero pretendere liberazione dal peso di un sopruso che si assume patito: "nella nostra lingua abbiamo la parola vendetta. Ebbene: la vendetta ritualizzata, la vendetta fatta dal gruppo contro il gruppo si chiama vendetta in varie lingue del mondo. Si è trovato il termine nella lingua italiana, perché in alcune regioni italiane sussiste tuttora la pratica della rappresaglia ritualizzata; ivi quando un clan, una famiglia subisce un omicidio tocca ai maschi adulti agnati della famiglia ripararlo".

## Caratteristiche
Una saliente caratteristica della vendetta è spesso la sproporzione tra il dolore subito e quello arrecato, essendo per sua natura il dolore non quantificabile.
Psicologicamente si attivano due modalità di pensiero o la credenza di un mondo giusto o la teoria dell'equità.
A volte la vendetta viene usata impropriamente col significato di ritorsione, che invece si distingue per essere una reazione immediata senza ruminazione mentale, diretta unicamente verso l'aggressore e di solito "restituita" nella stessa misura.
Un'altra reazione simile è l'aggressione rediretta, ovvero una reazione aggressiva ad un'emozione di rabbia o di frustrazione che va a sfogarsi su terze parti di rango inferiore, ad esempio famigliari.

## Tipologia di vendetta
Possono annoverarsi diverse cause scatenanti di vendetta, come ad esempio i seguenti:

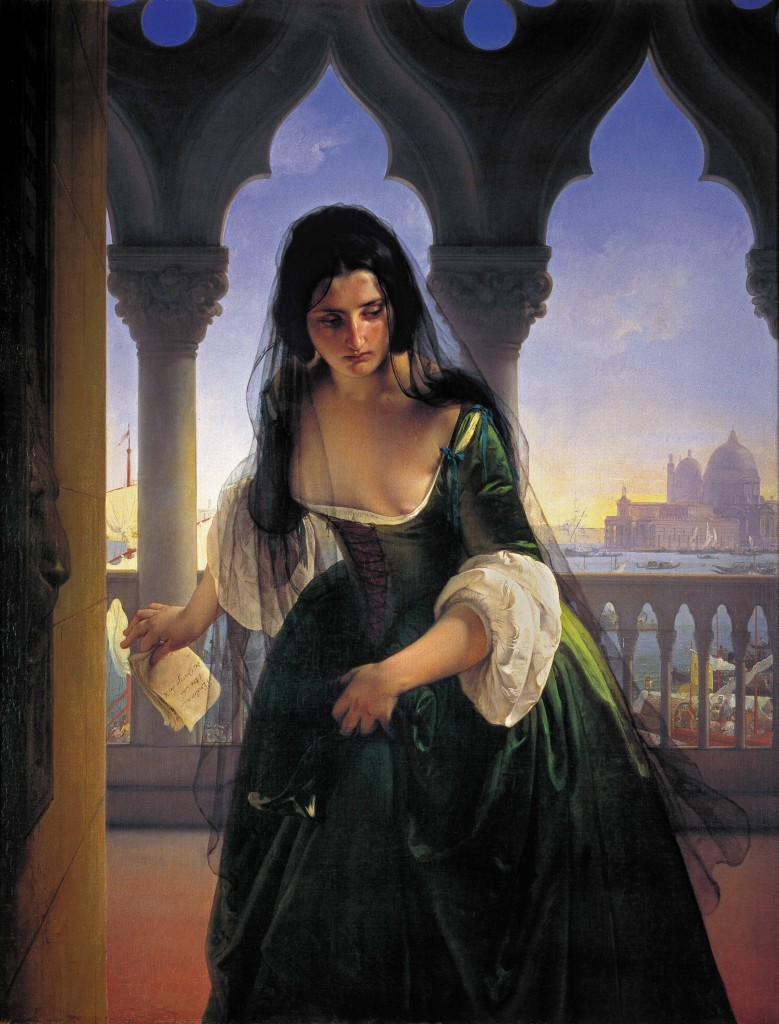
Francesco Hayez, Accusa segreta, Trittico della vendetta, Musei Civici di Pavia

### Vendetta in seguito a sofferenze
Il soggetto ha sofferto (sia per ragioni reali che sofferto in seguito ad esperienze passate simili a quella in questione) e vuole far provare la stessa sensazione a colui che l'ha fatto soffrire, in alcuni casi solo per regolare i conti (in genere se non intende avere più alcun rapporto con la persona per lui colpevole) in altri per far capire il dolore provato affinché non si ripeta più (generalmente in casi di interesse nel protrarsi del rapporto con l'altra persona ma appare evidente il danno che comunque una reazione del genere può produrre). In più la persona che subirà la vendetta starà peggio del soggetto.

### Vendetta in seguito a torti subiti
Il soggetto si sente trattato peggio di quanto pensa di meritare (mancanza di rispetto ad esempio) e pensa di ripagare con la stessa moneta (di solito trattandosi di un giudizio del tutto soggettivo la supposta pena inflitta supera di gran lunga quella subita).

### Vendetta per onore
L'orgoglio del soggetto è stato colpito intenzionalmente e intende dimostrare al mondo che non è conveniente farlo, anche solo come deterrenza (spesso anche se l'attacco di per sé non gli provoca né dolore né fastidio ma si lega al principio di uomo d'onore).

### Vendetta psicotica
Il soggetto ha subito una (o più) situazione/i sopra elencate da più persone diverse nell'arco della sua vita e tende a ripagare chiunque ritenendo che tutte le persone siano uguali, in casi un po' più solari fa un'attenta valutazione delle persone e decide come comportarsi creando dei gruppi "elitari" verso i quali non si comporta con questo atteggiamento.
A seconda del soggetto e della situazione la vendetta può generare diverse emozioni:
- Appagamento: il soggetto è soddisfatto di essersi vendicato e si sente gratificato da un senso di giustizia (che può essere vero o meno). Se il soggetto si ritiene soddisfatto spesso può essere intenzionato a continuare ad avere rapporti con la persona che l'ha offeso per prima.
- Rimpianto: il soggetto si pente di essersi vendicato rendendosi conto del male che ha creato e desidererebbe fare ammenda.
- Futilità: il soggetto si sente svuotato di ogni emozione, si rende conto che la sua azione non ha cambiato la sua situazione e, se prima sentiva il bisogno di vendicarsi, ora non prova più nemmeno quello; il soggetto spesso entra in una fase di depressione.

Da notare che non tutte le vendette sono finalizzate a fare del male, alcuni cercano di mandare un messaggio con la vendetta (nonostante l'ovvio errore di base e la difficoltà di comprensione da parte di chi la subisce) e che alcuni soggetti si vendicano solo se vedono l'intenzionalità nell'attacco dell'altra persona sorvolando gli "incidenti".

## Vendetta come rituale sociale
In alcune culture o in determinati periodi storici, la vendetta viene permessa od anche incentivata in alcuni casi ben circoscritti, rappresentando di fatto un rituale sociale.
A titolo di esempi di vendetta istituzionalizzata, analizzati da studi antropologici: tra gli Yanomamö indigeni della foresta amazzonica, nel nord dell'Albania vige il codice consuetudinario Kanun, in Sardegna il codice dei pastori barbaricini.
L'etnologo Mark Anspach ha analizzato la vendetta intesa come reciprocità negativa diametralmente opposta alla reciprocità positiva del dono.

## Vendetta nell'arte e nel cinema e nei videogiochi
Il tema della vendetta è stato ampiamente usato nelle rappresentazioni artistiche dagli albori dell'umanità:
- Nell'Odissea di Omero
- Nel Rigoletto la celeberrima aria "Sì, vendetta, tremenda vendetta di quest'anima è solo desio"
- Il conte di Montecristo di Alexandre Dumas
- L'Amleto di Shakespeare
- Moby Dick di Herman Melville
- Per qualche dollaro in più
- V per Vendetta
- Trilogia della vendetta
- Rambo 2 - La vendetta
- Code Geass: Lelouch of the Rebellion
- Star Wars: Episodio III - La vendetta dei Sith
- Elfen Lied
- Berserk
- God of War
- God of War 2
- God of War 3
- The Last of Us Parte II
- Slevin - Patto criminale
- Il gladiatore
- Sweeney Todd
- Il Pyramid Head, personificazione della vendetta nella serie di Silent Hill
- Kill Bill: Volume 1
- Vinland Saga (manga)
- Agente 007 - Vendetta privata
- Sleepers
- Revenge
- Mystic River
- Max Payne
- The Mentalist
- John Wick
- Pirati dei Caraibi - La vendetta di Salazar
- Fast and Furious 7
- Revenant - Redivivo
- Spider-Man 3
- Il cavaliere oscuro - Il ritorno
- Joker
- Arma Letale 2
- Lethal Weapon
- Rogue - Il solitario
- Assassin's Creed II
- Assassin's Creed Brotherhood
- Ju-on (serie di film)
- Solo per vendetta
- Vendetta - Una storia d'amore
- Vendetta (film 2022)
- Vendicami